# Luis Ramon Allende Ruiz
Luis Ramon Allende Ruiz, né le 18 mars 1970, à Santurce, à Porto Rico, est un ancien joueur portoricain de basket-ball. Il évolue durant sa carrière au poste d'ailier.

## Palmarès
- Finaliste du championnat des Amériques 1993, 1997
- 3e des Jeux panaméricains de 1999